# Iglesia de San Cataldo
La iglesia de San Cataldo es un templo católico de la ciudad de Palermo, Sicilia (Italia). Está ubicada en la piazza Bellini, junto a la Iglesia de Santa Maria dell'Ammiraglio. Erigida en el siglo XII, forma parte del conjunto de edificios palermitanos de estilo árabe-normando catalogados como Patrimonio de la Humanidad por la Unesco.
La iglesia está bajo la custodia de la  Orden de Caballería del Santo Sepulcro de Jerusalén. En la actualidad no se dedica al culto y se abre al público únicamente como atracción turística. 

## Historia
Su fundación se atribuye a Mayon de Bari, almirante del rey Guillermo I de Sicilia, como capilla privada de su palacio, hoy desaparecido. La construcción de la iglesia se sitúa entre 1154 y 1160, año del asesinato de Mayon de Bari. Tras su muerte, el templo se confió a los monjes benedictinos de Monreale, que lo conservaron hasta 1787.
A lo largo de los siglos el edificio sufrió múltiples transformaciones y pasó por distintos usos, llegando a convertirse en sede del servicio de correos, a principios del siglo XIX. En 1882 se llevó a cabo una profunda restauración, dirigida por Giuseppe Patricolo, siendo la capilla el único elemento conservado del antiguo palacio. 
En 1937 la iglesia fue nuevamente consagrada por la Lugartenencia de Sicilia de la Orden de Caballería del Santo Sepulcro de Jerusalén.
El 3 de julio de 2015 el conjunto «Palermo árabe-normando y las catedrales de Cefalú y Monreale» fue incluido en la lista del Patrimonio de la Humanidad por la Unesco, siendo San Cataldo uno de los nueve bienes individuales comprendidos en la declaración (con el código 1487-004).

## Arquitectura
El exterior es un paralelepípedo de sillares de toba, con el ábside central sobresaliendo por el lado este. En cada fachada destacan tres ventanas, enmarcadas por arcos ciegos. Coronan la fachada merlones tallados en estilo árabe. Sobre la cubierta se asienta un tambor en forma de paralelepípedo, rematado por tres cúpulas de revoque rojo, que son uno de los elementos más característicos del edificio.
El interior está formado por una nave central y dos pasillos divididos por columnas. En contraste con la desnudez de las paredes interiores destaca el suelo decorado de mosaico, realizado con la técnica del opus sectile.